# Dème de Paranésti
Le dème de Paranésti (grec moderne : Δήμος Παρανεστίου) est un dème situé dans la périphérie de Macédoine-Orientale-et-Thrace en Grèce. Le dème actuel est issu de la fusion en 2011 entre les dèmes de Nikifóros et de Paranésti.
Selon le recensement de 2021, la population du dème compte 2 843 habitants.